# Carl Scheppig

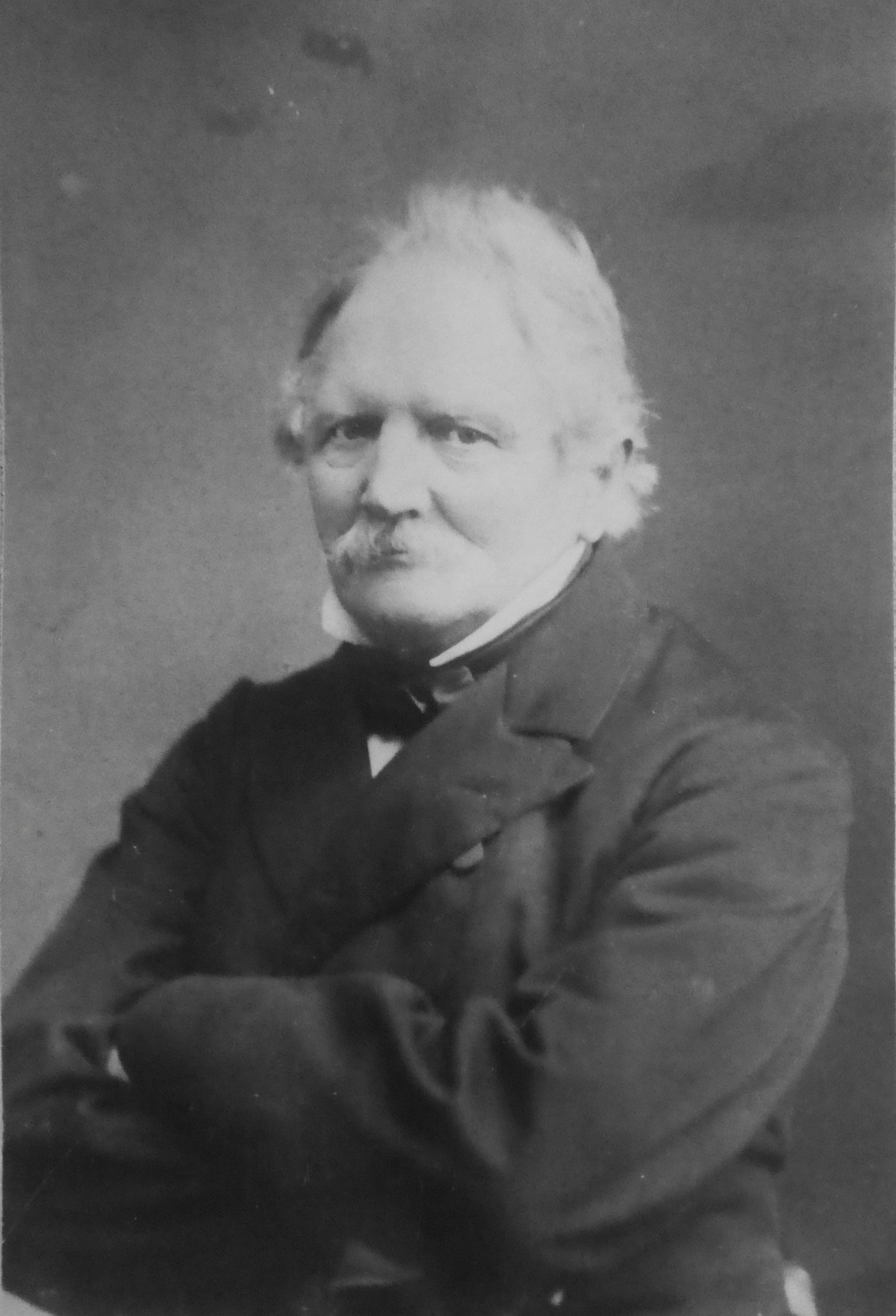
Carl Scheppig, Altersbildnis

Carl Scheppig (* 18. Januar 1803 in Berlin; † 22. Februar 1885 in Sondershausen; vollständiger Name: Carl Friedrich Adolph Scheppig) war ein deutscher Architekt und Baubeamter des Spätklassizismus sowie ein bedeutender Schüler des Architekten Karl Friedrich Schinkel.

## Leben

### Berliner Zeit
Carl Scheppig kam in Berlin als eines von zehn Kindern des Tischlermeisters und Holzhändlers Carl Benjamin Scheppig und dessen Ehefrau Marie Louise (geb. Schmidt) zur Welt.

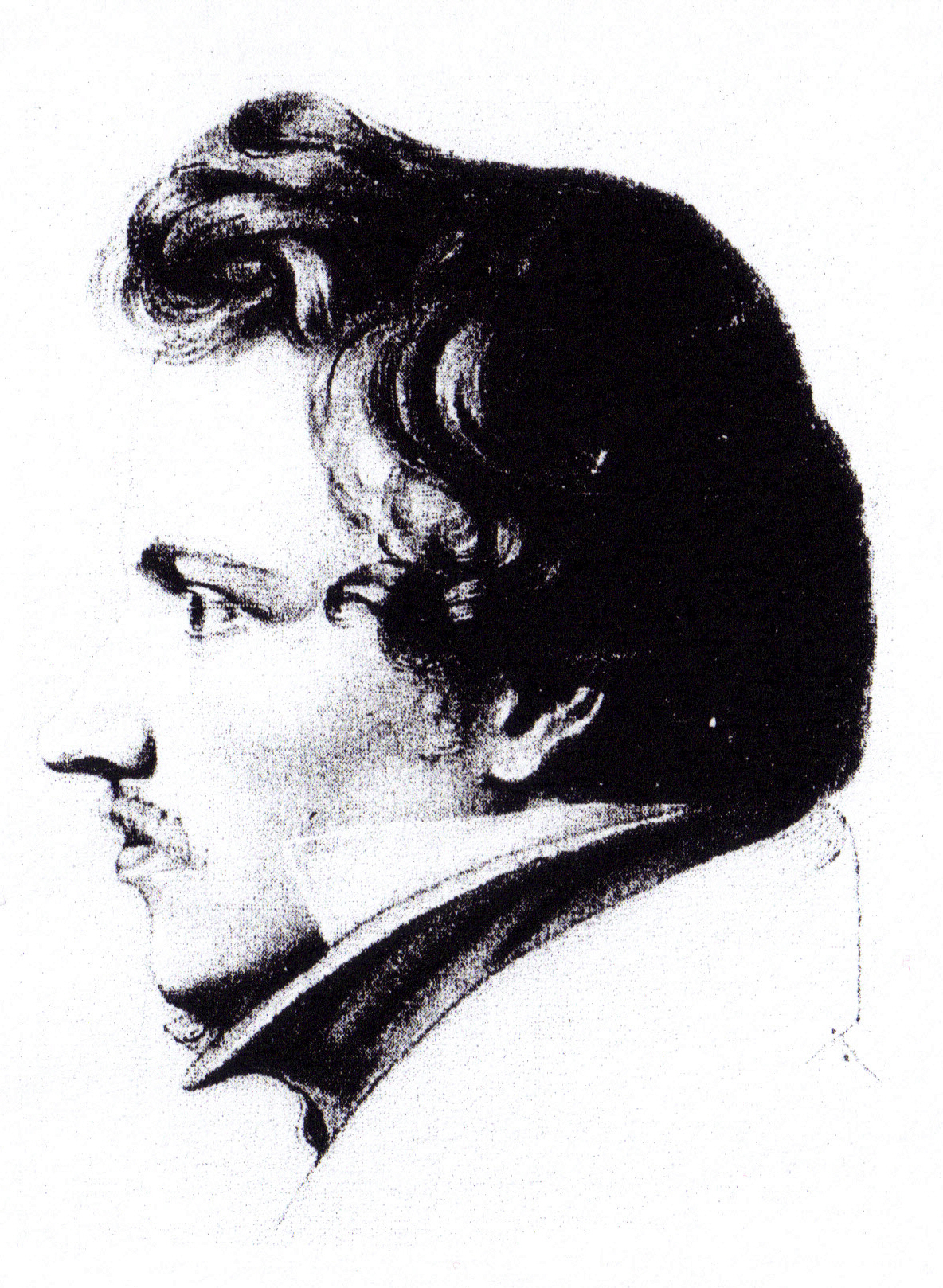
Carl Scheppig als junger Mann

Er besuchte das Gymnasium zum Grauen Kloster; während dieser Zeit erwarb er zahlreiche Auszeichnungen. Auf Grund seines Interesses an Mathematik und Bauwesen begann er 1822 eine Architekturlaufbahn. Scheppig studierte an der Berliner Bauakademie und an der Berliner Kunstakademie. Nach einem entsprechenden Praktikum erfolgte 1823 die Feldmesserprüfung als erster Schritt der preußischen Baubeamtenausbildung. 1832 absolvierte Carl Scheppig schließlich seine Baumeisterprüfung.
Sein erstes Projekt war die Reparatur der Türme des Deutschen und Französischen Domes auf dem Gendarmenmarkt in Berlin im Jahr 1824. Dabei machte er Karl Friedrich Schinkel auf sich aufmerksam, sodass Scheppig zwischen 1825 und 1831 als freier Mitarbeiter in Schinkels Büro arbeiten durfte. Neben Friedrich August Stüler wirkte Scheppig 1827 als Bauleiter am Umbau des Palais des Prinzen Karl von Preußen mit.
1827 wurde Scheppig Mitglied im 1824 gegründeten Architektenverein zu Berlin und beteiligte sich mehrfach erfolgreich an den von diesem Verein ausgeschriebenen „Monatskonkurrenzen“.
Bei einem Architekturwettbewerb 1830/1831 gewann er mit seinem Entwurf einer Akademie der Künste ein vierjähriges Stipendium für Auslandsaufenthalte in Italien. Er reiste über Prag, Wien, München, Mailand, Venedig und Florenz nach Rom.
Wieder in Berlin, wurde er Bauleiter bei dem von Friedrich Wilhelm Langerhans konzipierten Umbau der Jerusalemkirche.

### Sondershäuser Zeit
Im Jahr 1836 suchte Fürst Günther Friedrich Carl II. von Schwarzburg-Sondershausen (1801–1888) Schinkel auf, weil das Residenzschloss von Sondershausen umgebaut werden sollte. Daraufhin betraute Schinkel Scheppig mit diesem Projekt, welcher sich daraufhin für fünf Jahre als Baurat des Fürsten verpflichtete.
Als leitender Architekt und Baurat im Fürstentum Schwarzburg-Sondershausen besaß Carl Scheppig eine zentrale Bedeutung. Dabei war er schaffenskräftig am fürstlichen Hof, bei der Kammerverwaltung und im Landesbauwesen. Er entwickelte sich rasch zu einem hochgestellten Ratgeber. Im Dezember 1852 wurde er als Mitglied zur Gründung des Fürstlichen Alterthumsvereins berufen; er hatte den Vorsitz ab 1854 bis zu seinem Lebensende inne.
Er heiratete im April 1843 Therese Wilhelmine Auguste Kleemann (1819–1905), die Tochter des Amtsrates und Domänenpächters Johann Friedrich Wilhelm Kleemann aus Ebeleben. Mit ihr hatte er zwei Kinder:
- Marie (* 29. Januar 1844; † 30. Mai 1909) heiratete 1867 den Rittergutspächter Conrad Zahn[2]
- Richard (* 17. November 1845; † 24. Dezember 1903)

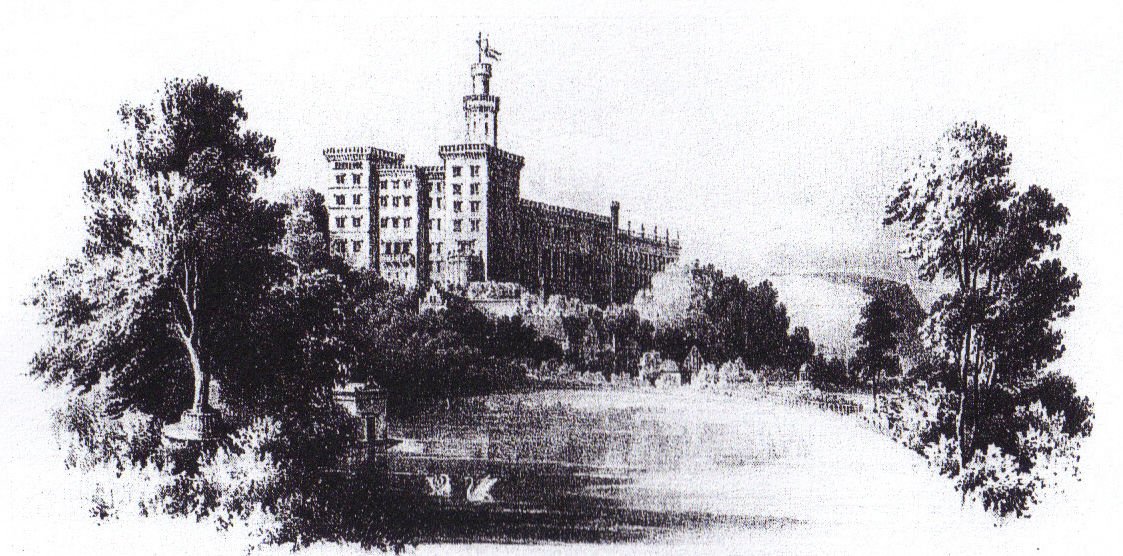
Entwurf zum Schloss Sondershausen, Parkansicht, um 1840

Drei seiner Schwestern, Auguste (1814–1864), Minna (1817–1892) und Henriette Arper (geb. 1819), folgten ihm nach Sondershausen.
Somit baute er sich eine neue Heimat auf und integrierte sich rasch in das Sondershäuser Leben. Beruflich und im Ansehen stieg er im Laufe der Jahre immer weiter auf. 1857 wurde er zum Oberbaurat ernannt, wurde Landesbaumeister und galt als führender Architekt des Fürstentums.
Auf dem Frauenberg bei Jechaburg, so bekannt, ließ Scheppig 1873 Grabungen ausführen, wobei die Reste einer steinernen romanischen Kapelle „Unserer Lieben Frauen“ aus dem 12. Jahrhundert entdeckt wurden.
Im Jahr 1876 wurde er schließlich nach vierzigjähriger Dienstzeit pensioniert.
Mit 82 Jahren starb Carl Scheppig nach längerem Leiden als erfolgreicher und ehrenwerter Bürger. Beigesetzt wurde er auf dem ehemaligen Friedhof am Rosengarten in der Alexander-Puschkin-Promenade in Sondershausen.

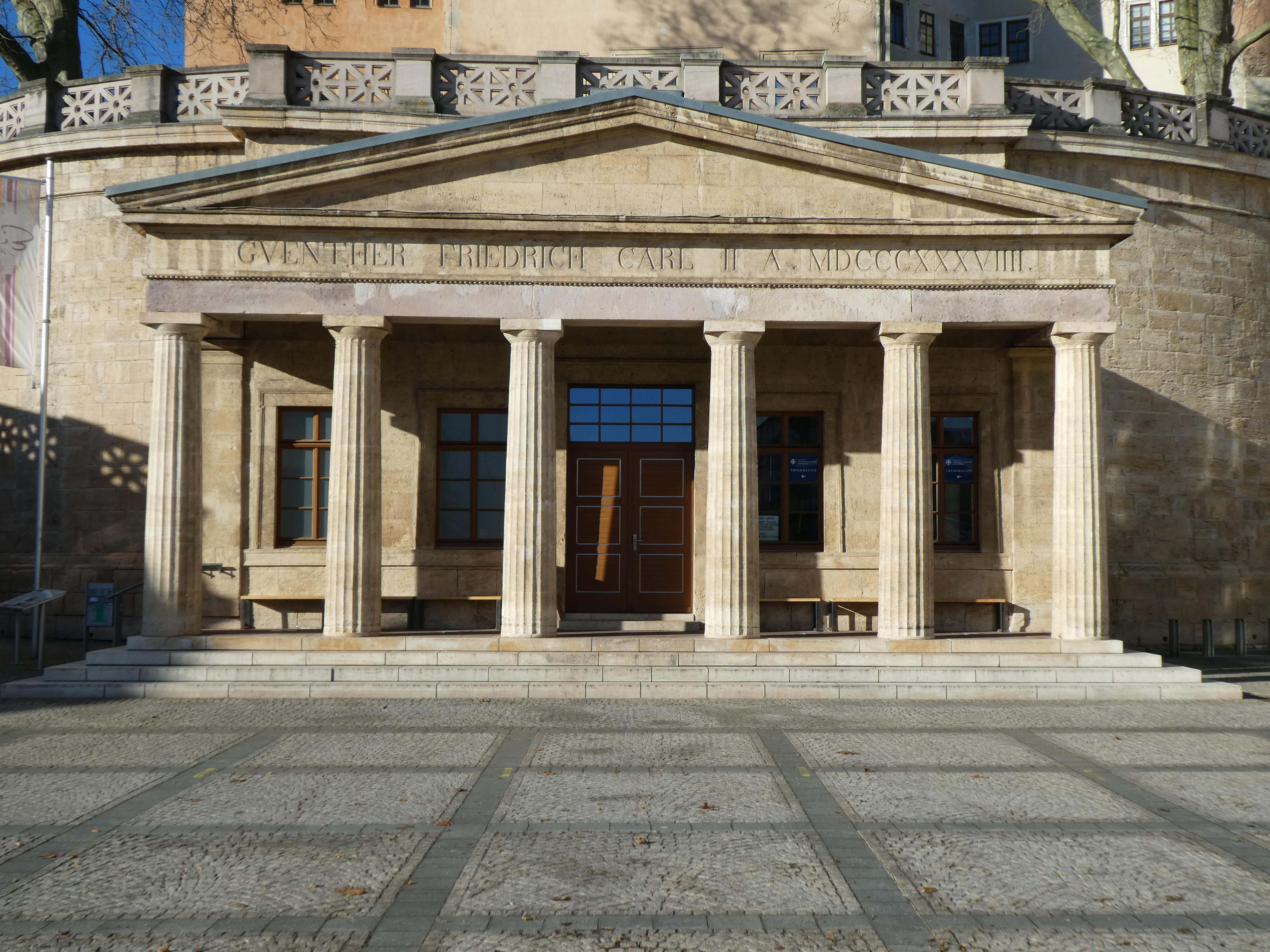
Alte Wache Sondershausen, errichtet 1837–1839

## Architekt für Schwarzburg-Sondershausen

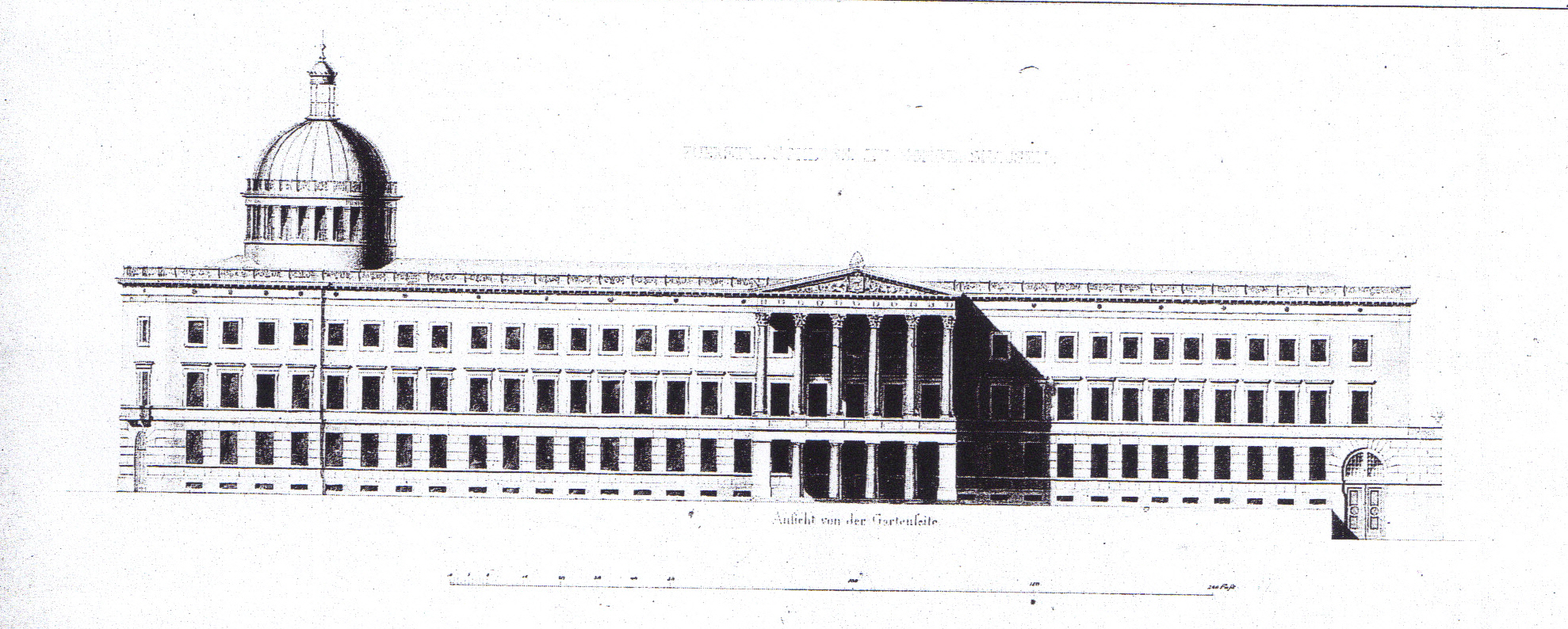
Entwurf zum Schloss Sondershausen, Westflügel, 1843

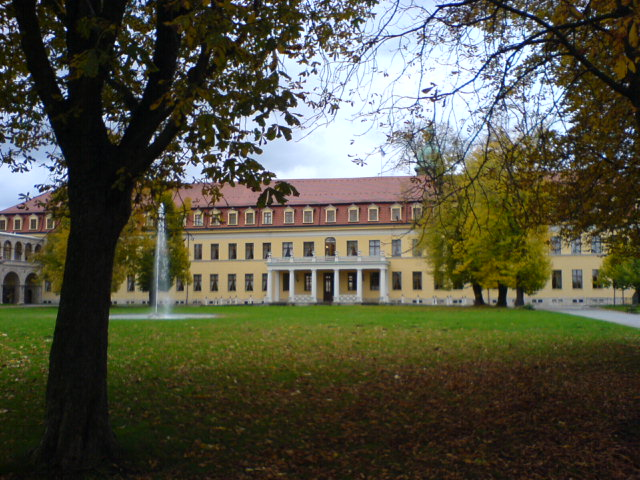
Westflügel, Gartenseite, ganz links die Galerie zum ehemaligen Schlosstheater

Scheppigs Wirken im Fürstentum begann mit dem ehrgeizigen Projekt des Fürsten Günther Friedrich Carl II., sein unregelmäßig vierflügeliges Residenzschloss in Sondershausen zu sanieren und dem Geschmack seiner Zeit anzupassen. Auch drängte die kunstsinnige Fürstin Mathilde, geb. von Hohenlohe-Öhringen, zur Neugestaltung. Dazu bezog das fürstliche Paar 1835 das am Markt gelegene Prinzenpalais. Der Entwürfe zur Umgestaltung konnten jedoch nie in vollem Umfang verwirklicht werden. Ursprünglich war geplant, den im Barock umgebauten Renaissanceflügel im „normännischen Stil“ umzugestalten. Die Fassade hätte eine umlaufende Zinnenbekrönung, Balkons und Altane erhalten. Der neue Nord- und der Westflügel sollten zu einem barock-klassizistischen Wohnpalais mit Kuppel über der nordwestlichen Hofeinfahrt umstrukturiert werden.
Wären Scheppigs Pläne vollständig umgesetzt worden, hätte das Schloss zu den programmatischsten und charakteristischsten Schöpfungen des deutschen Spätklassizismus gehört.
Der kostspielige Umbau musste allerdings durch finanzielle Engpässe und die Beziehungsprobleme des Fürstenpaares in den 1840er Jahren stark eingeschränkt werden.
Am Osthang des Schlossberges zum Markt erfolgte 1837 bis 1839 eine Umgestaltung, mit der Scheppig „das monumentalste und bedeutendste Ensemble der Baukunst des Klassizismus in Thüringen“ schuf. Dabei erinnert Scheppigs Alte Wache in der Frontgestaltung an Schinkels Neuer Wache in Berlin. Der eigentliche Umbau am Schloss wurde auf den neuen Nord- und den Westflügel reduziert. Die erforderlichen Maßnahmen erfolgten 1845 bis 1851.
Auf dem Schlossgelände entstanden weiterhin im Nordwesten ein Marstall im klassizistischen Stil und eine zum erhöht liegenden Hoftheater führende Galerie mit einer Rotunde.
Des Weiteren entwickelte Scheppig in seiner Sondershäuser Zeit Pläne für die 1837 gebaute Lohhalle auf dem Lohplatz als Musikpavillon für die einst berühmten Sondershäuser Lohkonzerte. Sie galt bis zu ihrem Abriss 1972/1973 als Symbol der bedeutenden Stellung Sondershausen als Musikmetropole des 19. Jahrhunderts, mit der man beispielsweise Max Bruch und Franz Liszt verbindet.
Zahlreiche weitere Bauten Carl Scheppigs entstanden in dem vom Fürsten genannten Stadtteil „Carlsstadt“ in Sondershausen, aber auch in anderen Teilen des Fürstentums.

## Werk (unvollständig)
- 1824: Baureparatur an den Türmen des Deutschen und Französischen Domes in Berlin
- 1827: Bauleiter beim Umbau des Palais des Prinzen Karl von Preußen in Berlin
- 1829–1831: Bauleiter beim Umbau des Palais des Grafen von Redern am Pariser Platz in Berlin
- 1836: Bauleiter beim Umbau der Jerusalemkirche in Berlin

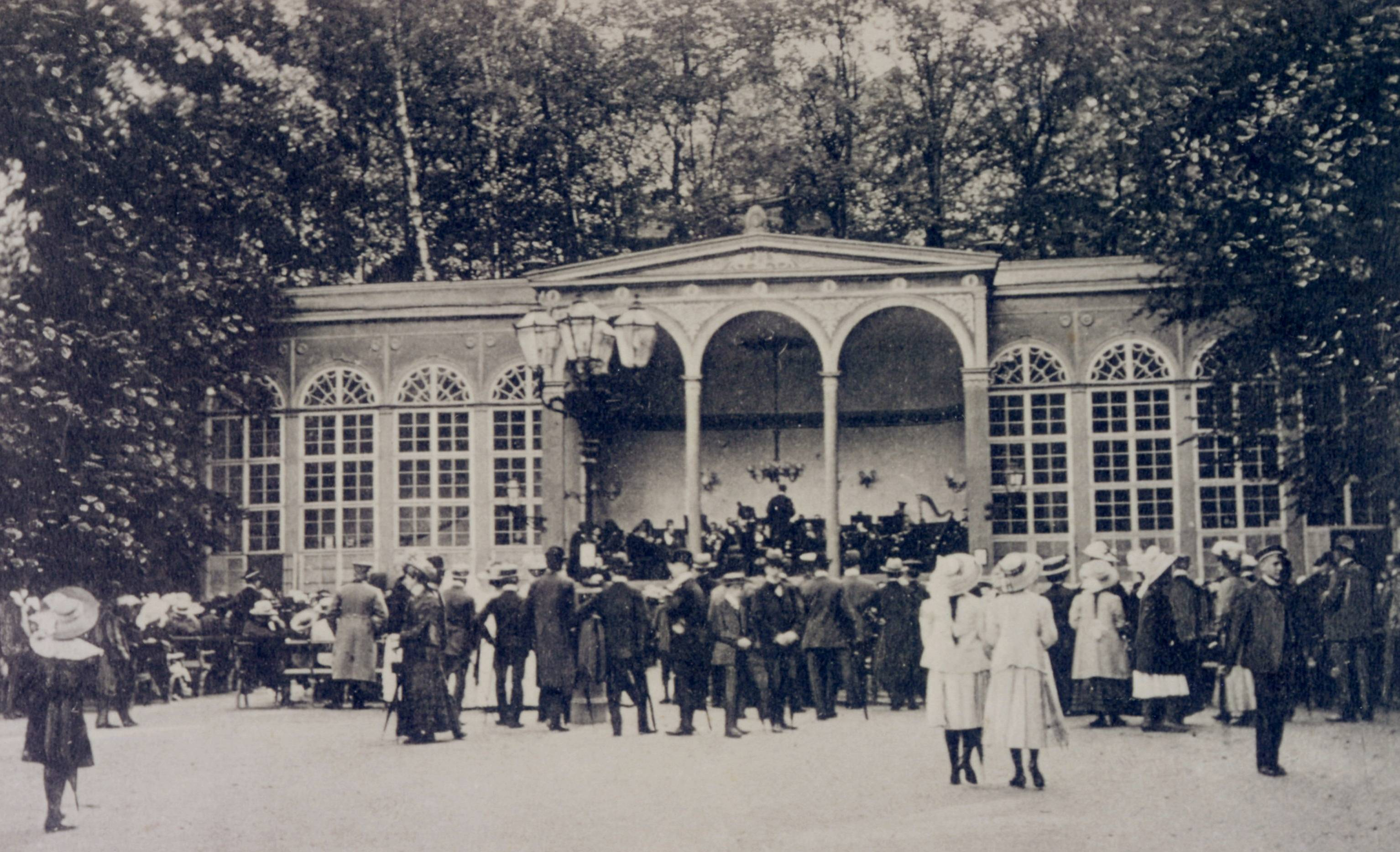
Die Lohhalle am Lohplatz

- Die Lohhalle am Lohplatz1837: Lohhalle und Lohplatz in Sondershausen
- 1837–1839 Konzipierung und Bau der Alten Wache in Sondershausen
- 1837–1851: Umgestaltung des Residenzschlosses in Sondershausen
- 1851–1853: Bau des Amtsgerichts, des Gefängnisses und des Marstalls in Sondershausen
- 1855: Gebäude der Thüringer Bank in Sondershausen
- 1857: „Hotel Münch“ in Sondershausen
- 1856: Umbau des Sondershäuser Rathauses
- 1840–1842: Bürgerschule in Arnstadt

## Einzelnachweise

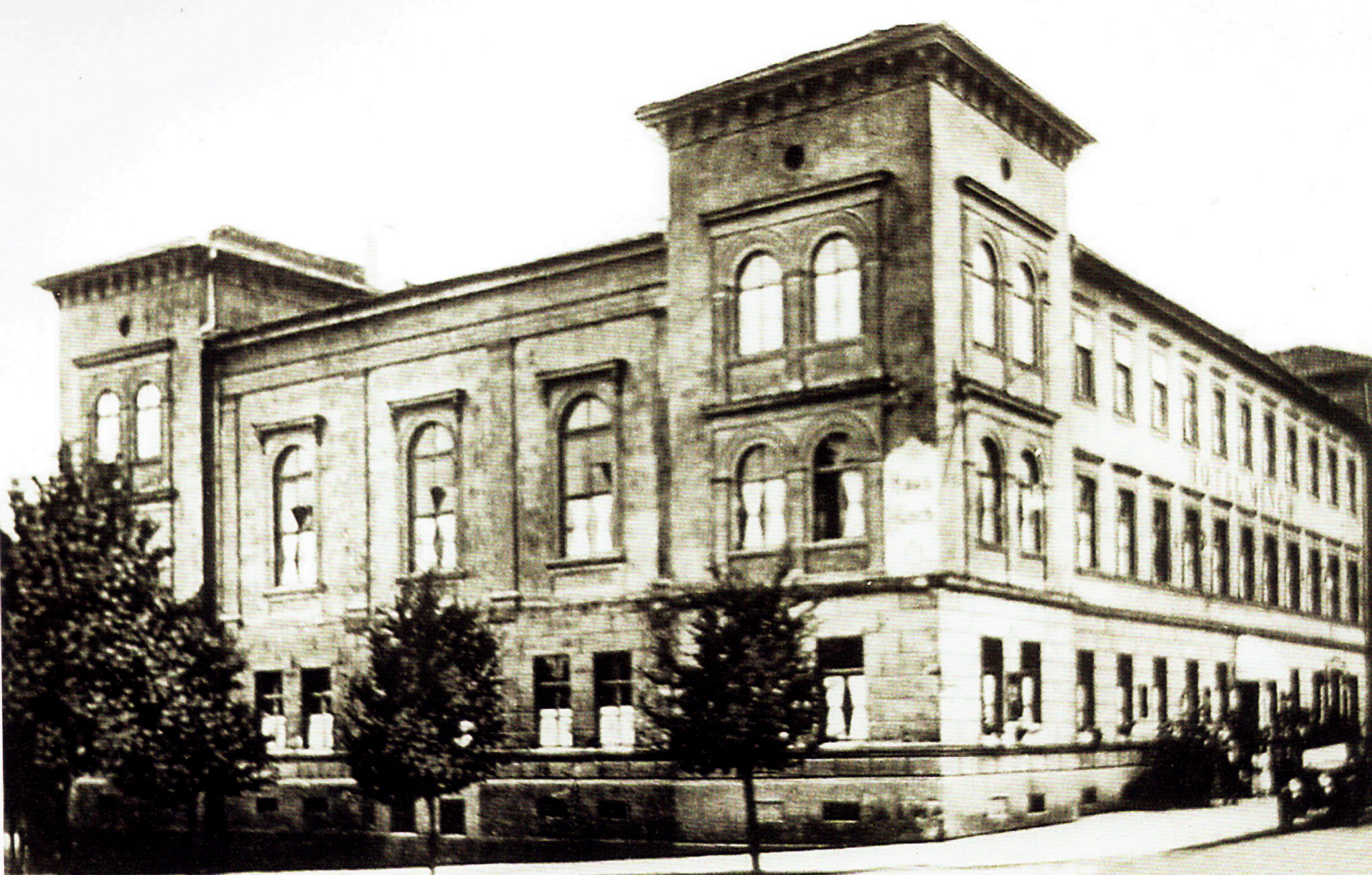
Hotel Münch, im April 1945 von Bomben zerstört